# William Heard Kilpatrick
William Heard Kilpatrick (White Plains, Geòrgia, Estats Units, 20 de novembre de 1871 - Nova York, 13 de febrer de 1965) va ser un pedagog progressista estatunidenc, col·laborador de John Dewey, les idees del qual portà a la pràctica des de la Universitat de Colúmbia, a Nova York.

## Biografia
Era fill d'un pastor baptista de White Plains, Geòrgia. S'educà a les escoles d'aquesta localitat i prosseguí estudis i es graduà a la petita i baptista Universitat Mercer de Macon. Interessat per les matemàtiques estudià posteriorment a la Universitat Johns Hopkins. Kilpatrick va exercir de com a professor i director d'escola pública a Geòrgia. El 1908 es va traslladar a la ciutat de Nova York per començar els seus estudis de doctorat al Teachers College de la Universitat de Colúmbia, on conegué John Dewey i amb qui col·laboraria estretament a partir de llavors. Es vinculà a la docència al Teachers College, fins a assolir el més alt grau com a professor fins a la seva jubilació el 1937.
Els plantejaments de Kilpatrick guanyaren notorietat especialment amb la publicació, el 1918, del seu article "The Project Method". Dotat de bons dots com a comunicador fou un gran impulsor entre el magisteri i el professorat de l'educació progressista. Cal considerar-lo com el més destacat continuador de John Dewey en el camp de la pedagogia i influí sobre tota una generació de docents dels Estats Units. Fou el realitzador de l'escola-laboratori experimental oberta a Chicago per Dewey.
Conegut internacionalment com a impulsor del "Mètode de projectes", la seva pedagogia desenvolupa les idees de Dewey i és un exponent del pragmatisme nord-americà i de l'educació democràtica. El seu pensament educatiu es troba recollit a la seva obra Filosofia de l'Educació de 1951. A partir de la seva jubilació, continuà actiu durant gairebé trenta anys dirigint la New York Urban League, la Progressive Education Association i la John Dewey Society com a primer president. Tot continuant escrivint, publicant i donant conferències.

## Propostes pedagògiques

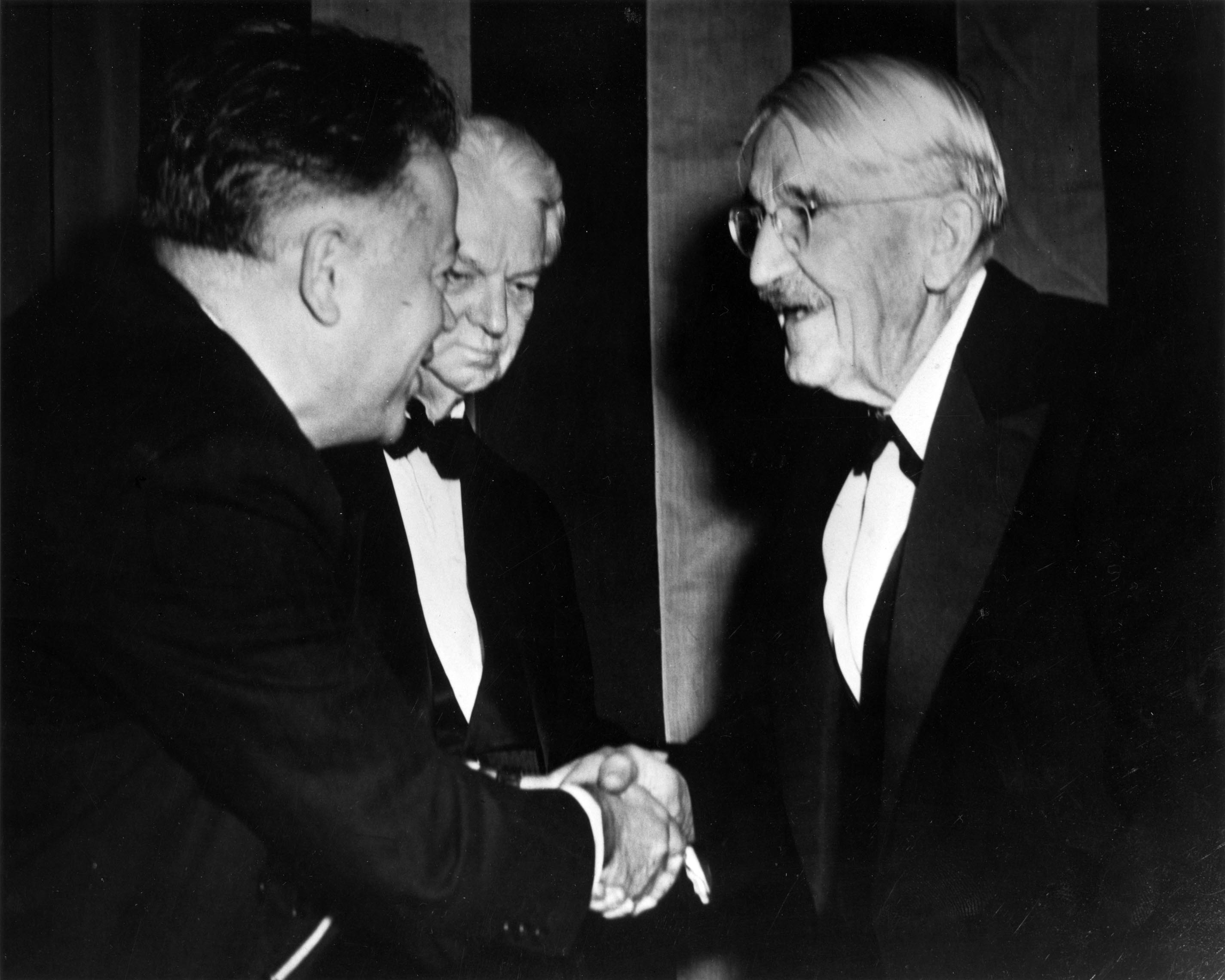
David Dubinsky saluda John Dewey en el seu 90è aniversari, en presència de William H. Kilpatrick al centre de la imatge. (1949)

Per a William Heard Kilpatrick l'educació s'ha de basar en la vida amb l'objectiu de construir una vida millor. Però no pas com una eina si no essent l'educació part del procés de la vida mateixa. De manera que l'educació sigui la reconstrucció de la vida a nivells qualitatius cada cop més alts. Ferm defensor de la democràcia a la societat i a l'escola, sobre la base del respecte a la personalitat individual. Per consegüent l'educació, a través de l'autoactivitat, ha d'afavorir l'autonomia i la iniciativa de la persona.
Cercà bastir una educació que protegís als futurs ciutadans de la creixent automatització i de la deshumanitzadora economia de la recerca del guany més gran possible. Fent de l'educació el motor del desenvolupament social i personal.
Des de la perspectiva educativa del pragmatisme, Kilpatrick es mostrà crític amb els corrents d'escola activa europeus com recullen les seves obres sobre la pedagogia de Maria Montessori (1914) i de Friederich Fröbel (1916).

## El Mètode de Projectes
La proposta metodològica dels projectes despertà internacionalment un gran interès. Inspirat en els principis de l'activisme pedagògic, Kilpatrick proposava organitzar tota l'activitat escolar entorn d'un pla de treball o projecte escollit lliurament de forma col·lectiva o individual per l'alumnat.
Així l'empresa a portar a terme feia que el coneixement s'individualitzés, ja que cada alumne tenia cura d'estudiar i fer allò que li despertava més motivació. Tenia coherència car totes les nocions i exercicis es coordinaven en la unitat del projecte. Alhora el projecte és actiu i vivenciat perquè tots els coneixements resultarien de l'activitat pràctica. Era formatiu ja que educaria a extreure la seva cultura i coneixement del seu treball i també desenvoluparia el sentiment social, la realització del projecte requeria la col·laboració de diverses persones. Per als alumnes els proposava fets i problemes reals que tenen sentit per a ells i que han de solucionar mobilitzant la seva intel·ligència, iniciativa i habilitats. Aprenen fent i actuant en una tasca escolar connectada amb el món exterior. Tot practicant la col·laboració i solidaritat amb els companys.
Malgrat que aquesta era una proposta amb nombrosos precedents històrics, Kilpatrick li donà la forma i el basament teòric que responia a les noves demandes educatives que requerien la industrialització i el sorgiment de les democràcies. Aquesta seva proposta metodològica fou ampliada a Foundations of method publicat el 1925. Monografia que es convertí en el manual del Mètode de Projectes a escala internacional i un text de referència en moltes escoles de formació del magisteri.
A partir de la segona dècada del segle xx, l'aprenentatge basat en projectes, amb les adaptacions que demanda la societat actual, ha despertat un renovat interès del món educatiu. Fet que mostra la validesa d'una metodologia d'aprenentatge diversificada i complexa, que valora la motivació de l'alumnat i proposa al professorat ser acompanyant i coordinador del procés d'aprenentatge.

## Obres
- The Montessori system examined. Nova York : Houghton Mifflin Company,1914.
- Froebel’s kindergarten principles critically examined. Nova York: Macmillan,1916.
- «The project method». Teachers college record (Nova York), vol. XIX, n. 4, 1918, pàg. 319 - 335.
- Foundations of method: informal talks on teaching. Nova York: Macmillan,1925.
- Education for a changing civilization.Nova York:Macmillan, 1926.
- Education and social crisis: a proposed program. Nueva York, Liveright, Inc,1932.
- Group education for a democracy. Nova York, American Association for the Study of Group Work, 1940.
- Philosophy of education. Nova York: Macmillan, 1951.